# Galeria Plakatu
Galeria Plakatu, krakowska galeria powstała w roku 1985, specjalizująca się wyłącznie w promocji i sprzedaży polskiego plakatu artystycznego.
Galeria Plakatu założona została w 1985 roku i powstała na bazie prywatnej kolekcji Dydo Poster Collection z połowy lat pięćdziesiątych. Do 1994 działała w strukturze przedsiębiorstwa DESA. W 1994 roku nowymi właścicielami zostali Krzysztof Dydo i Ewa Pabis. Głównym zadaniem galerii jest współpraca przy organizacji i organizacji różno tematycznych konkursów na plakat. W galerii znajduje się ok. 2000 tytułów plakatów, ponad stu polskich artystów - grafików, malarzy i projektantów z różnych dziedzin; plakatów teatralnych, filmowych, muzycznych, wystawowych, autorskich, społecznych, sportowych oraz reklamowych. Od chwili powstania galeria zorganizowała ponad sto wystaw indywidualnych i zbiorowych w Polsce oraz w Europie i wielu krajach świata. Najczęściej poza wystawami tematycznymi prezentowane były indywidualne wystawy grafików i twórców polskiego plakatu m.in. Henryk Tomaszewski, Roman Cieślewicz, Jan Lenica, Waldemar Świerzy, Franciszek Starowieyski.

## Wystawy
Galerii Plakatu zorganizowała pięć wystaw z barwnymi katalogami:
- 100 lat polskiej sztuki plakatu 1891- 1992 (600 plakatów w 1993),
- Mistrzowie polskiej sztuki plakatu (200 plakatów w 1995),
- Polski plakat filmowy - 100 lat kina w Polsce (880 plakatów w 1996), album autorstwa Krzysztofa Dydo.
- Polski plakat teatralny 1899 -1999 (800 plakatów w 2000)
- retrospektywna wystawa plakatu z lat 1989 -2001 z albumem "Plakaty" (300 plakatów w 2001).